# إيرل دبليو. شميت
إيرل دبليو. شميت (بالإنجليزية: Earl W. Schmidt)‏ هو قاضي وفلاح وسياسي أمريكي، ولد في 11 مارس 1936. حزبياً، نشط في الحزب الجمهوري. وقد انتخب عضو جمعية ولاية ويسكونسن.